# Municipio de Mtsjeta
El municipio de Mtsjeta (en georgiano: მცხეთის მუნიციპალიტეტი) es un municipio al norte de Georgia perteneciente a la región de Mtsjeta-Mtianeti. El área total del municipio es 668 kilómetros cuadrados y su centro administrativo es Mtsjeta. La población era 47.711 según el censo de 2014.

## Política
La asamblea municipal de Mtsjeta (en georgiano: დუშეთის საკრებულო) es un órgano representativo en el municipio de Mtsjeta, que consta de 33 miembros que se eligen cada cuatro años. La última elección se llevó a cabo en octubre de 2021. 
| Partido político | Partido político                    | 2017 | 2021 |
| ---------------- | ----------------------------------- | ---- | ---- |
|                  | Sueño Georgiano                     | 23   | 19   |
|                  | Movimiento Nacional Unido           | 2    | 7    |
|                  | Para Georgia                        |      | 2    |
|                  | Alianza de los Patriotas de Georgia | 2    |      |
|                  | Georgia Europea                     | 1    |      |
|                  | Partido Laborista Georgiano         | 1    |      |
| Total            | Total                               | 29   | 27   |

## Demografía
La población del municipio de Mtsjeta ha crecido hasta 1989.
| Población del municipio de Mtsjeta                                     | Población del municipio de Mtsjeta | Población del municipio de Mtsjeta | Población del municipio de Mtsjeta | Población del municipio de Mtsjeta | Población del municipio de Mtsjeta | Población del municipio de Mtsjeta | Población del municipio de Mtsjeta | Población del municipio de Mtsjeta | Población del municipio de Mtsjeta |
|                                                                        | 1926                               | 1939                               | 1959                               | 1970                               | 1979                               | 1989                               | 2002                               | 2014                               | 2022                               |
| ---------------------------------------------------------------------- | ---------------------------------- | ---------------------------------- | ---------------------------------- | ---------------------------------- | ---------------------------------- | ---------------------------------- | ---------------------------------- | ---------------------------------- | ---------------------------------- |
| Municipio de Mtsjeta                                                   | -                                  | -                                  | 32 822                             | -                                  | 58 015                             | 63 123                             | 65 248                             | 47 711                             | -                                  |
| Ciudad de Mtsjeta                                                      | 1487                               | 3077                               | 7131                               | 7051                               | 6860                               | 9588                               | 7718                               | 7940                               | 7478                               |
| Datos: Estadística de población de Georgia desde 1897 hasta hoy. Nota: |                                    |                                    |                                    |                                    |                                    |                                    |                                    |                                    |                                    |

## Galería

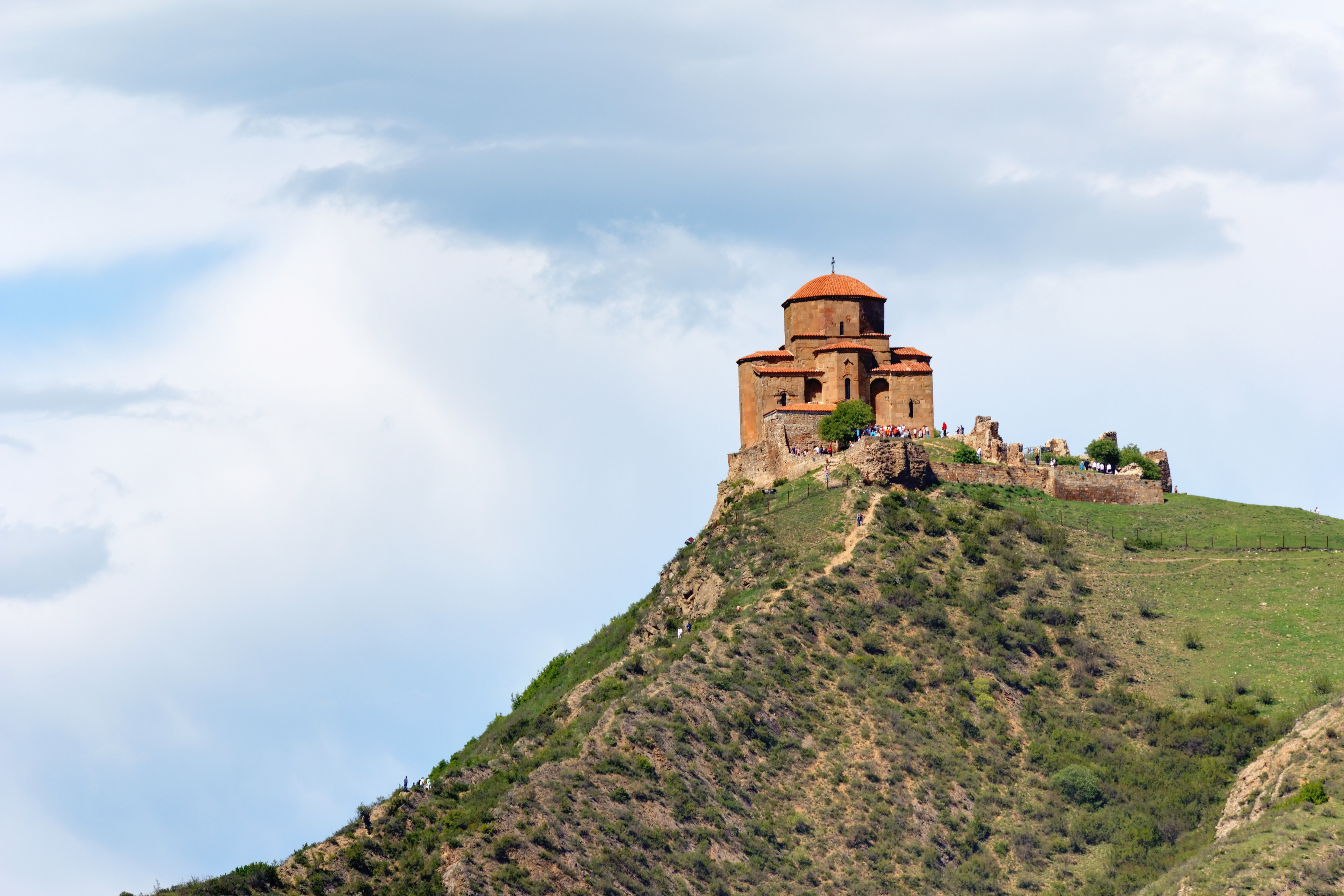
Monasterio de Jvari
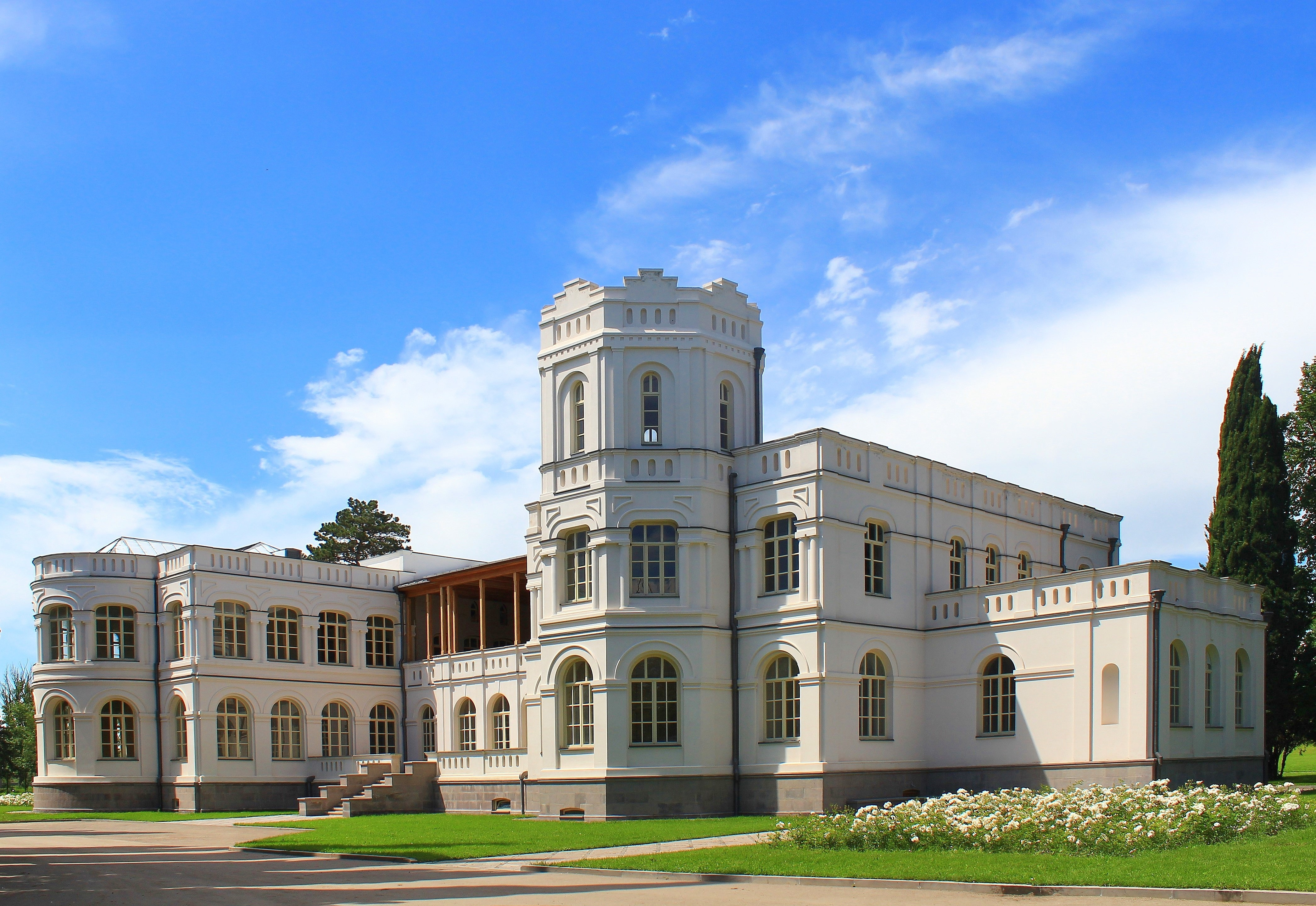
Palacio de los Mujrani
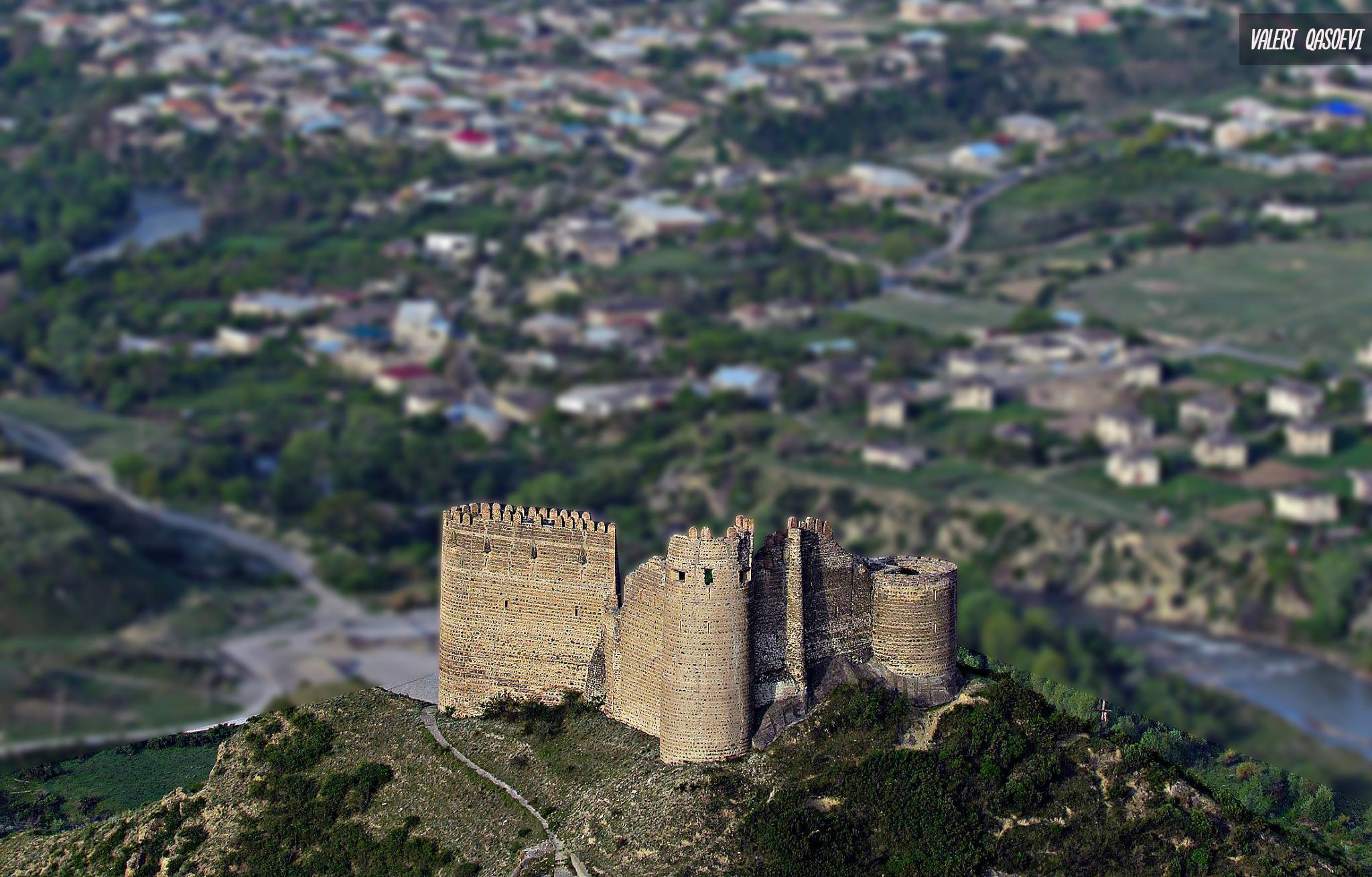
Fortaleza de Ksani